# ジョージ・ルーソン＝ゴア (初代サザーランド公爵)
初代サザーランド公爵ジョージ・グランヴィル・ルーソン＝ゴア（英語: George Granville Leveson-Gower, 1st Duke of Sutherland, KG, PC、1758年1月9日 - 1833年7月19日）は、イギリスの外交官、政治家、貴族、大地主。
1758年から1786年にかけてはトレンタム子爵 (Viscount Trentham)、1786年から1803年まではゴア伯爵 (Earl Gower) の儀礼称号で称された。1803年にスタッフォード侯爵 (Marquess of Stafford) を継承し、1833年にはサザーランド公爵に叙せられた。

## 経歴
1758年1月9日、第2代ゴア伯爵グランヴィル・ルーソン＝ゴア(1786年にスタッフォード侯爵に叙される)とその二番目の妻ルイーザ（初代ブリッジウォーター公爵スクロープ・エジャートンの娘）の間の長男としてロンドン・アリントンストリートに生まれる。
ウェストミンスター・スクールを経てオックスフォード大学クライスト・チャーチで学ぶ。大学を出た後、グランドツアーを行った。
1778年9月にニューカッスル＝アンダー＝ライム選挙区から庶民院議員に初当選した。1784年の総選挙で落選して一時議席を失うも、1787年にはスタッフォードシャー選挙区から再選される。
1790年にはそれまで外交官経歴がないにもかかわらず、フランス革命後のフランスに駐フランス大使として派遣された。フランス滞在中、彼の妻19代サザーランド女伯爵エリザベスは、マリー・アントワネットと親交を結んだ。しかし結局1793年には英国大使館は撤収することになった。
1799年には繰上勅書によりいまだ父が存命ながらゴア男爵を一足早く継承して庶民院議員から貴族院議員に転じた。1803年10月26日には父が死去し、スタッフォード侯爵位を継承。さらに1833年1月28日にはサザーランド公爵に叙せられた。
イングランドとスコットランドに莫大な土地を所有する英国有数の大地主だった。フランス革命と戦争で英国農業が大きく発展したのに伴い、彼の地代収入は1802年からの13年間で5万5000ポンド弱から20万ポンドにも急増している。そのためチャールズ・グレヴィルは彼について「富のリヴァイアサン」「最も富裕な個人」と評した。その資金を元手に100万エーカーに近いスコットランド高地帯の所領の開発を推進した。この開発を熱心に推進したのは妻エリザベスだったという。
1833年7月19日に死去した。

## 家族
1785年9月に第18代サザーランド伯爵ウィリアム・ゴードンの娘第19代サザーランド女伯爵エリザベスと結婚。彼女との間に以下の4子を儲ける
- 第1子(長男)ジョージ・グランヴィル・サザーランド＝ルーソン＝ゴア(1786-1861) ： 第2代サザーランド公爵位を継承
- 第2子(長女)シャーロット・ソフィア・ルーソン＝ゴア（英語版） (1788-1870) ： 第13代ノーフォーク公爵ヘンリー・ハワードと結婚
- 第3子(次女)エリザベス・メアリー・ルーソン＝ゴア(1797-1891) ： 第2代ウェストミンスター公爵リチャード・グローヴナー（英語版）と結婚
- 第4子(次男)フランシス・エジャートン（英語版）(1800-1857) ： トーリー党政権の閣僚。エレズミーア伯爵に叙される